# Bad Loipersdorf

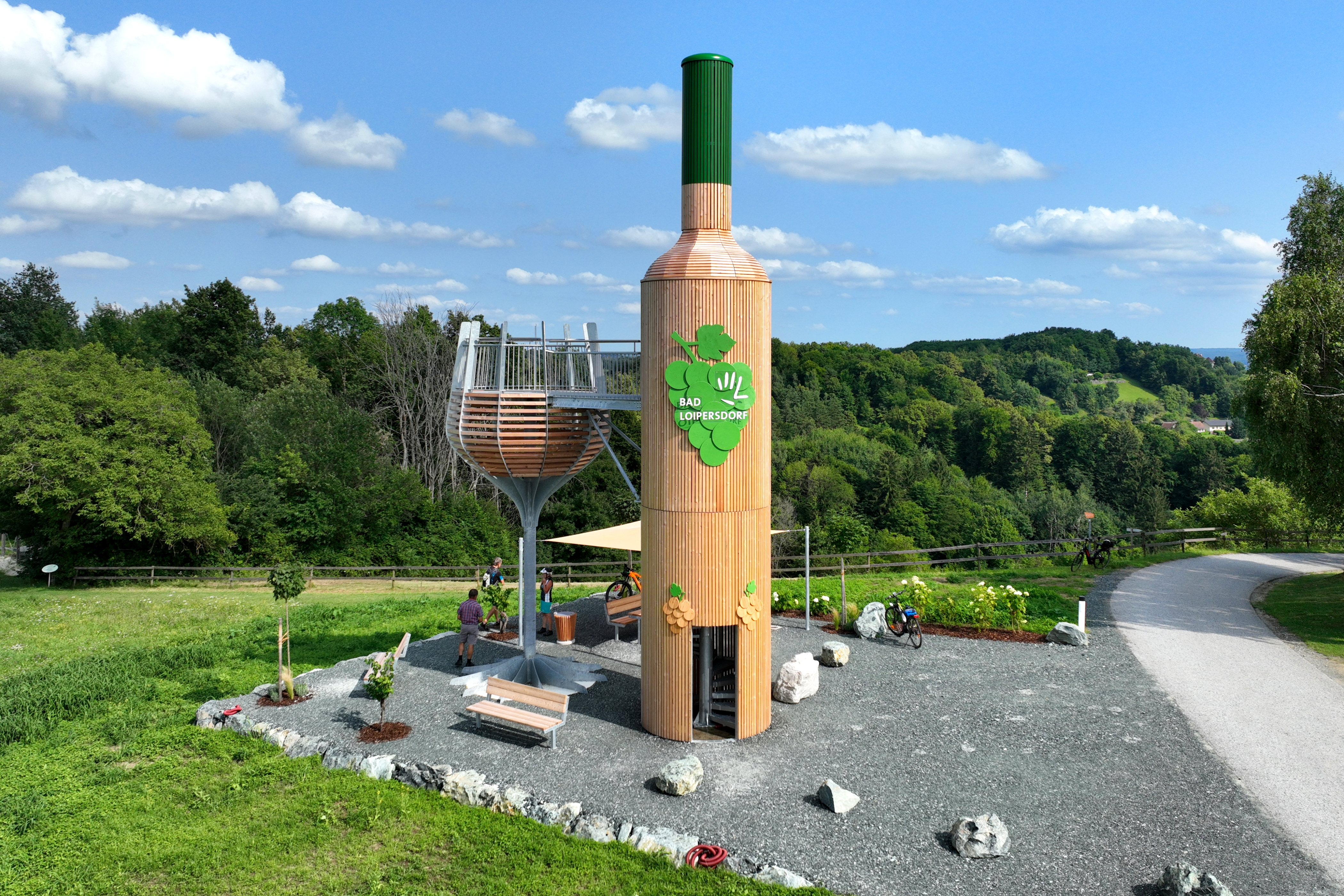
Aussichtswarte auf dem Lautenberg; 2023 errichtet als Teil des Wein-Erlebnis-Wegs

Bad Loipersdorf (bis 2019 Loipersdorf bei Fürstenfeld) ist eine Gemeinde mit 1807 Einwohnern (Stand 1. Jänner 2024) im Bundesland Steiermark. Die Gemeinde liegt im Gerichtsbezirk Fürstenfeld bzw. im Bezirk Hartberg-Fürstenfeld in der Oststeiermark. Loipersdorf liegt an der Grenze zum Burgenland und ist bekannt für sein Thermal- und Kurbad.
Im Rahmen der steiermärkischen Gemeindestrukturreform wurde mit 1. Jänner 2015 die vordem selbständige Gemeinde Stein eingemeindet. Grundlage dafür war das Steiermärkische Gemeindestrukturreformgesetz – StGsrG.
Die Steiermärkische Landesregierung hat zur vom Gemeinderat beschlossenen Änderung des Gemeindenamens in Bad Loipersdorf mit Wirkung vom 1. Jänner 2020 die Genehmigung erteilt.

## Geografie

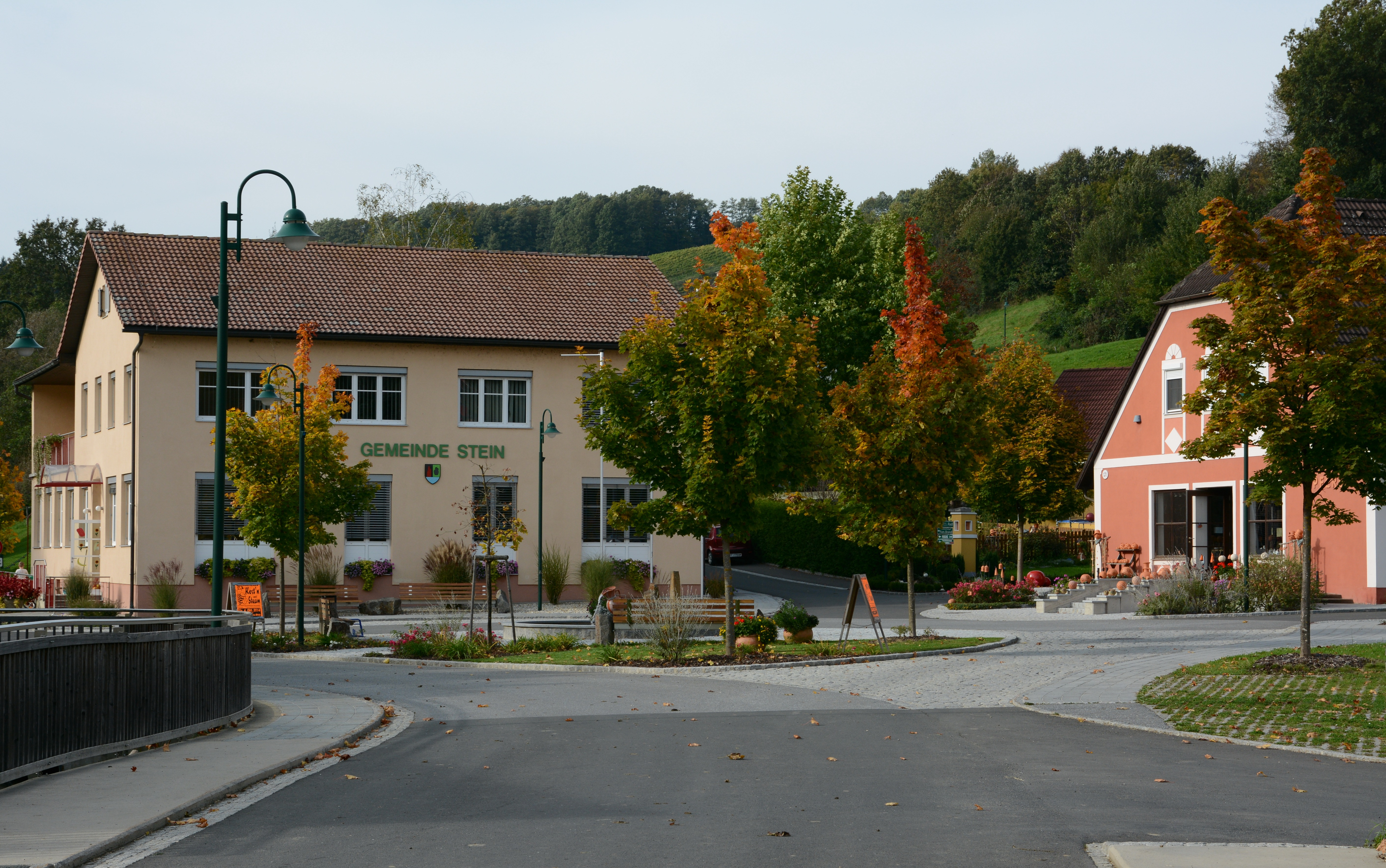
Dorfplatz in Stein

Die Gemeinde Bad Loipersdorf liegt im Südosten der Steiermark und bestand seit der Gemeindezusammenlegung 1968 aus drei Katastralgemeinden, mit 1. Jänner 2015 kam die ehemalige Gemeinde Stein als vierte Katastralgemeinde dazu (Fläche Stand 31. Dezember 2023):
- Dietersdorf (586,54 ha)
- Gillersdorf (280,56 ha)
- Loipersdorf (904,7 ha)
- Stein (733,33 ha)

Das Gemeindegebiet umfasst vier Ortschaften (Einwohner Stand 1. Jänner 2024):
- Dietersdorf bei Fürstenfeld (483)
- Gillersdorf (128)
- Loipersdorf bei Fürstenfeld (742)
- Stein (454)

### Eingemeindungen
Am 1. Jänner 1968 wurden die Gemeinden Dietersdorf bei Fürstenfeld und Gillersdorf eingemeindet.

Am 1. Jänner 2015 folgte die Gemeinde Stein im Rahmen der steiermärkischen Gemeindestrukturreform.

### Nachbargemeinden
Bad Loipersdorf hat Nachbargemeinden
- im Bezirk Hartberg-Fürstenfeld,
- im Bezirk Südoststeiermark (SO) und
- drei im Bezirk Jennersdorf (JE), Burgenland

| Fürstenfeld    |                                             | Rudersdorf (JE)  |
|                | Kompassrose, die auf Nachbargemeinden zeigt | Königsdorf (JE)  |
| Unterlamm (SO) |                                             | Jennersdorf (JE) |

### Bevölkerungsentwicklung
| Bad Loipersdorf: Einwohnerzahlen von 1869 bis 2024  | Bad Loipersdorf: Einwohnerzahlen von 1869 bis 2024 | Bad Loipersdorf: Einwohnerzahlen von 1869 bis 2024 | Bad Loipersdorf: Einwohnerzahlen von 1869 bis 2024 | Bad Loipersdorf: Einwohnerzahlen von 1869 bis 2024 |
| --------------------------------------------------- | -------------------------------------------------- | -------------------------------------------------- | -------------------------------------------------- | -------------------------------------------------- |
| Jahr                                                |                                                    |                                                    |                                                    | Einwohner                                          |
| 1869                                                | 1869                                               |                                                    | 1.948                                              | 1.948                                              |
| 1880                                                | 1880                                               |                                                    | 2.055                                              | 2.055                                              |
| 1890                                                | 1890                                               |                                                    | 2.125                                              | 2.125                                              |
| 1900                                                | 1900                                               |                                                    | 2.280                                              | 2.280                                              |
| 1910                                                | 1910                                               |                                                    | 2.213                                              | 2.213                                              |
| 1923                                                | 1923                                               |                                                    | 2.080                                              | 2.080                                              |
| 1934                                                | 1934                                               |                                                    | 2.002                                              | 2.002                                              |
| 1939                                                | 1939                                               |                                                    | 2.364                                              | 2.364                                              |
| 1951                                                | 1951                                               |                                                    | 1.892                                              | 1.892                                              |
| 1961                                                | 1961                                               |                                                    | 1.787                                              | 1.787                                              |
| 1971                                                | 1971                                               |                                                    | 1.863                                              | 1.863                                              |
| 1981                                                | 1981                                               |                                                    | 1.834                                              | 1.834                                              |
| 1991                                                | 1991                                               |                                                    | 1.779                                              | 1.779                                              |
| 2001                                                | 2001                                               |                                                    | 1.842                                              | 1.842                                              |
| 2011                                                | 2011                                               |                                                    | 1.870                                              | 1.870                                              |
| 2021                                                | 2021                                               |                                                    | 1.821                                              | 1.821                                              |
| 2024                                                | 2024                                               |                                                    | 1.807                                              | 1.807                                              |
| Quelle(n): Statistik Austria, Gebietsstand 1.1.2021 |                                                    |                                                    |                                                    |                                                    |

## Kultur und Sehenswürdigkeiten

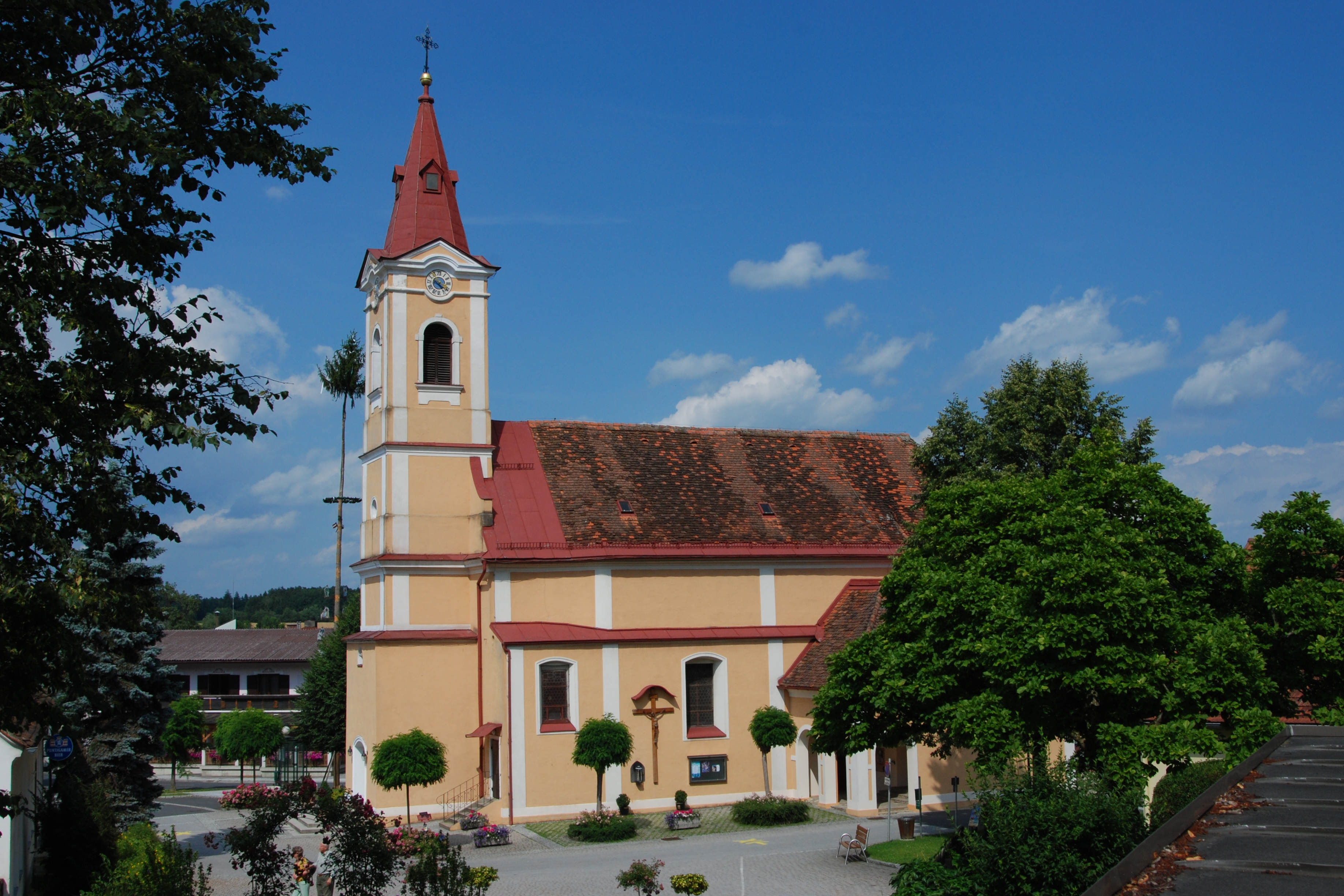
Pfarrkirche Bad Loipersdorf

- Katholische Pfarrkirche Bad Loipersdorf hl. Florian
- Pfarrhof
- Bildstock in Gillersdorf

## Wirtschaft und Infrastruktur

### Thermalquelle

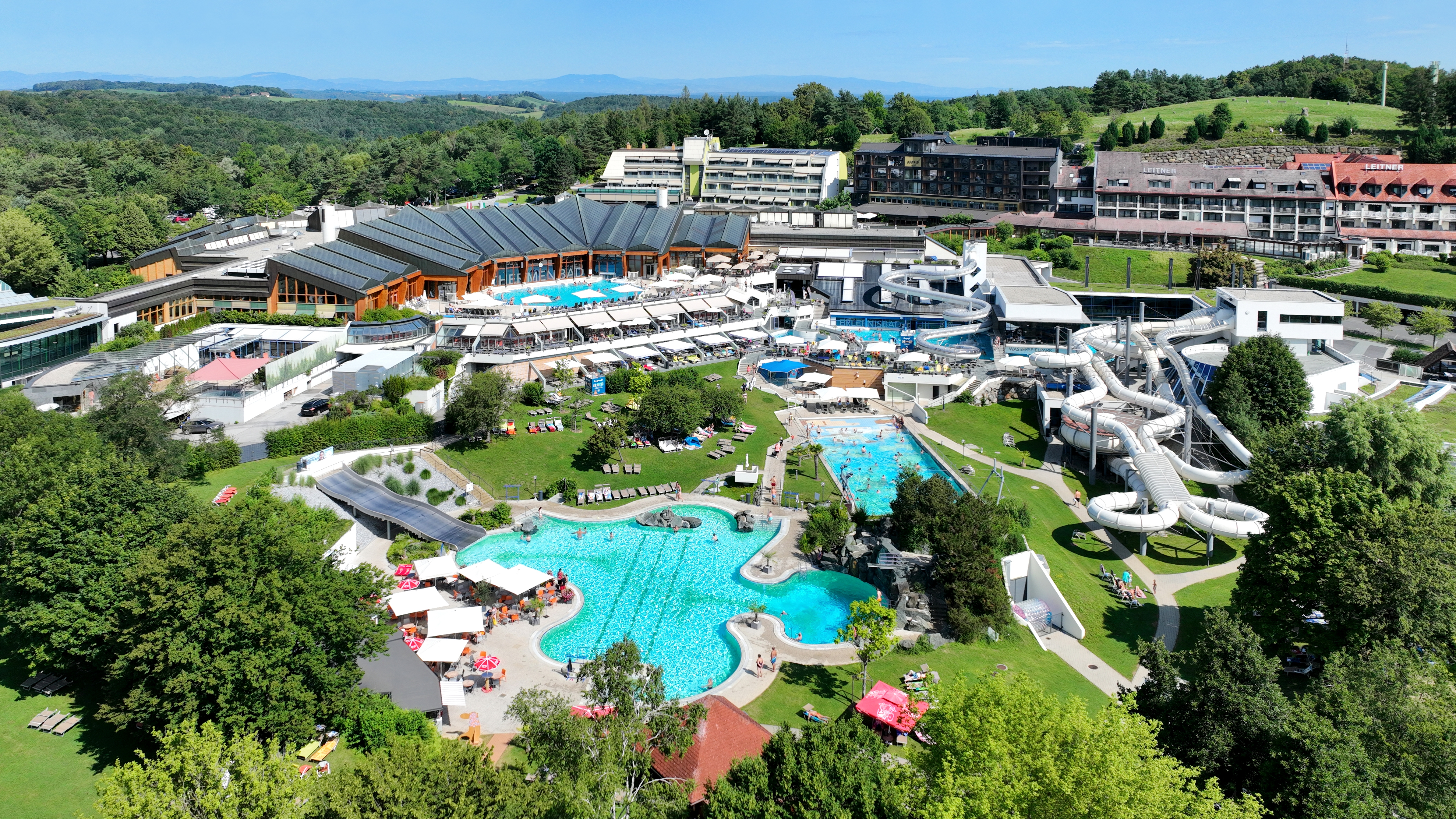
Therme Loipersdorf

Bei Probebohrungen wurde eine Thermalquelle entdeckt. Aus dieser sprudelt Natriumchlorid-Hydrogencarbonat-Thermal-Sole mit 63 °C. Seit 1982 wird diese Sole für die Therme Loipersdorf genutzt. In weiterer Folge entstanden Thermenhotels, eine Golfanlage und eine Erlebniswelt. Dies führte zu einem Ausbau der Beherbergungs- und Gastgewerbebetriebe. Mit 36.000 m² zählt die Therme heute zu den größten Europas.

## Politik

### Gemeinderat
Der Gemeinderat besteht aus 15 Mitgliedern, wobei nach der Gemeinderatswahl 2020 von der FPÖ die 3 Mandate nicht angenommen wurden und auch keine Ersatzpersonen bereit waren, das Mandat zu übernehmen. Der Gemeinderat setzt sich nach der Gemeinderatswahl 2020 daher wie folgt zusammen:
- 12 Mandate ÖVP
- nicht angenommen und daher frei bleibend:03 Mandate FPÖ

| ÖVP             | 862   | 80    | 12    |  | 815              | 66               | 11               | 743              | 82               | 13               | 344              | 100              | 9                | 584              | 70               | 11               | 340              | 100              | 9                | 463   | 52    | 9     | 326              | 100              | 9                |
| SPÖ             |       |       |       |  | 066              | 05               | 0                | nicht kandidiert | nicht kandidiert | nicht kandidiert | nicht kandidiert | nicht kandidiert | nicht kandidiert | 142              | 17               | 02               | nicht kandidiert | nicht kandidiert | nicht kandidiert | 051   | 6     | 0     | nicht kandidiert | nicht kandidiert | nicht kandidiert |
| FPÖ             | 214   | 20    | 3     |  | 349              | 28               | 04               | 166              | 18               | 02               | nicht kandidiert | nicht kandidiert | nicht kandidiert | 113              | 13               | 02               | nicht kandidiert | nicht kandidiert | nicht kandidiert | 093   | 10    | 1     | nicht kandidiert | nicht kandidiert | nicht kandidiert |
| WIR             |       |       |       |  | nicht kandidiert | nicht kandidiert | nicht kandidiert | nicht kandidiert | nicht kandidiert | nicht kandidiert | nicht kandidiert | nicht kandidiert | nicht kandidiert | nicht kandidiert | nicht kandidiert | nicht kandidiert | nicht kandidiert | nicht kandidiert | nicht kandidiert | 283   | 32    | 5     | nicht kandidiert | nicht kandidiert | nicht kandidiert |
| Wahlberechtigte | 1.579 | 1.579 | 1.579 |  | 1.609            | 1.609            | 1.609            | 1.162            | 1.162            | 1.162            | 417              | 417              | 417              | 1.138            | 1.138            | 1.138            | 414              | 414              | 414              | 1.064 | 1.064 | 1.064 | 390              | 390              | 390              |
| Wahlbeteiligung | 71 %  | 71 %  | 71 %  |  | 78 %             | 78 %             | 78 %             | 81 %             | 81 %             | 81 %             | 84 %             | 84 %             | 84 %             | 76 %             | 76 %             | 76 %             | 84 %             | 84 %             | 84 %             | 85 %  | 85 %  | 85 %  | 86 %             | 86 %             | 86 %             |

### Bürgermeister
Herbert Spirk (ÖVP), der bereits bis Ende 2014 der Gemeinde Loipersdorf vorstand und ab Jänner 2015 wegen der Gemeindefusion die Geschäfte der Gemeinde als Regierungskommissär führte, wurde am 24. April 2015 im Rahmen der konstituierenden Sitzung des Gemeinderats zum Bürgermeister der Fusionsgemeinde gewählt. Nach der Gemeinderatswahl 2020 wurde er am 1. August 2020 wieder zum Bürgermeister gewählt.

### Wappen
Beide Vorgängergemeinden hatten ein Gemeindewappen. Wegen der Gemeindezusammenlegung verloren diese mit 1. Jänner 2015 ihre offizielle Gültigkeit. Die Neuverleihung des neuen Gemeindewappens für die Fusionsgemeinde erfolgte durch die Landesregierung mit Wirkung vom 30. Juni 2018.
Die Blasonierung (Wappenbeschreibung) lautet:
„Über goldenem Schildfuß in Sturzwogenschnitt in Blau eine goldene Laubkrone.“

## Persönlichkeiten
- In Dietersdorf verlebte der Chirurg Gert Muhr (1943–2020) seinen Ruhestand.

### Ehrenbürger
- 1977: Franz Wegart (1918–2009), Landeshauptmann-Stellvertreter
- 1980: Kurt Jungwirth (1929–2025), Landesrat[10]
- 1985: Josef Krainer (1930–2016), Landeshauptmann
- 2017: Hermann Schützenhöfer (* 1952), Landeshauptmann